# Лайон (округ, Кентуккі)
Шаблон:StateAbbr_ 37°03′32″ пн. ш. 88°06′49″ зх. д. / 37.058964° пн. ш. 88.113643° зх. д.
Округ Лайон (англ. Lyon County) — округ (графство) у штаті Кентуккі, США. Ідентифікатор округу 21143.

## Історія
Округ утворений 1854 року.

## Демографія
За даними перепису
2000 року
загальне населення округу становило 8080 осіб, усе сільське.
Серед мешканців округу чоловіків було 4619, а жінок — 3461. В окрузі було 2898 домогосподарств, 2043 родин, які мешкали в 4189 будинках.
Середній розмір родини становив 2,7.
Віковий розподіл населення поданий у таблиці:
| Стать    | До 15 років | 15-21 | 22-29 | 30-39 | 40-49 | 50-65 | 65-85 | Понад 85 |
| -------- | ----------- | ----- | ----- | ----- | ----- | ----- | ----- | -------- |
| Чоловіки | 555         | 302   | 660   | 894   | 818   | 796   | 552   | 42       |
| Жінки    | 494         | 237   | 215   | 468   | 519   | 765   | 625   | 138      |

## Суміжні округи
- Кріттенден — північ
- Колдвелл — схід
- Тріґґ — південь
- Маршалл — південний захід
- Лівінґстон — північний захід

## Виноски
1. ↑  U.S. Decennial Census. United States Census Bureau. Архів оригіналу за 4 квітня 2018. Процитовано 17 серпня 2014.
2. ↑  Historical Census Browser. University of Virginia Library. Архів оригіналу за 11 серпня 2012. Процитовано 17 серпня 2014.
3. ↑  Population of Counties by Decennial Census: 1900 to 1990. United States Census Bureau. Архів оригіналу за 13 жовтня 2014. Процитовано 17 серпня 2014.
4. ↑  Census 2000 PHC-T-4. Ranking Tables for Counties: 1990 and 2000 (PDF). United States Census Bureau. Архів оригіналу (PDF) за 18 грудня 2014. Процитовано 17 серпня 2014.
5. ↑  State & County QuickFacts. United States Census Bureau. Архів оригіналу за 7 червня 2011. Процитовано 6 березня 2014.(англ.) Наведено за англійською вікіпедією.
6. ↑  American FactFinder. Бюро перепису населення США. Архів оригіналу за 20 березня 2010. Процитовано 31 січня 2008.

| США | Це незавершена стаття з географії США. Ви можете допомогти проєкту, виправивши або дописавши її. |